# Station Mill
Station Mill of Station Mil is een voormalig spoorwegstation in Mill aan het Duitse Lijntje tussen Boxtel en Wesel.
Het station werd geopend op 15 juli 1873 en gesloten op 17 september 1944. Op 1 juni 1923 werd de naam Station Mil gewijzigd in Station Mill.
Enkele honderden meters oostwaarts lag wachtpost 35.
Het stationsgebouw is van het type Haps; een langgerekt gebouw met daarbij een woning. Zowel aan de straatzijde als aan de perronzijde heeft het gebouw een puntgevel. In het voormalige stationsgebouw is momenteel Stichting Open Jongerencentrum De Wissel gevestigd.